# Chiesa di Sant'Antonio di Padova (Ne)
La chiesa di Sant'Antonio di Padova è un luogo di culto cattolico situato nella frazione di Pontori, in via Pontori, nel comune di Ne nella città metropolitana di Genova. La chiesa è sede della parrocchia omonima del vicariato di Sturla e Graveglia della diocesi di Chiavari.

## Storia

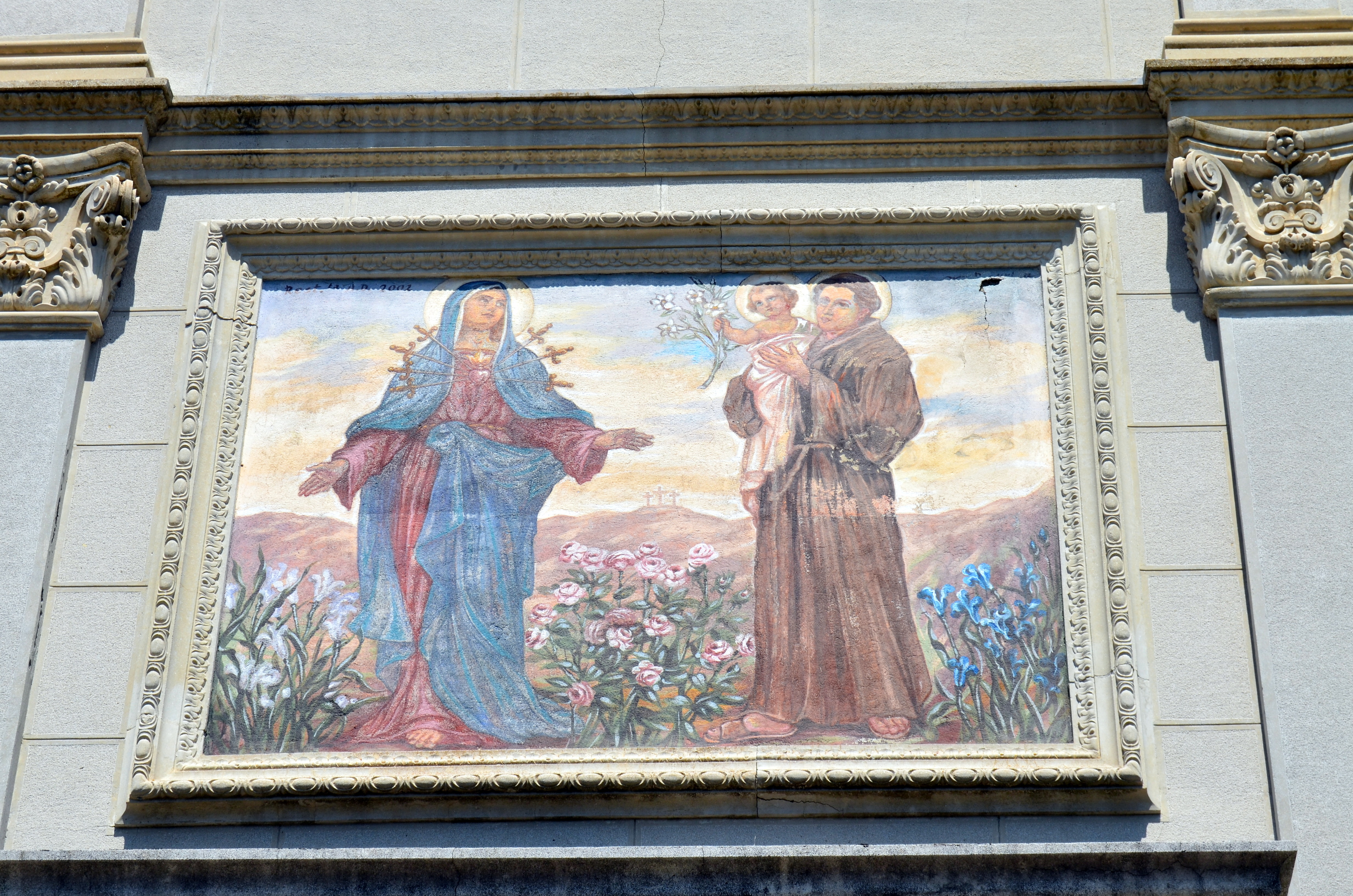
Particolare dell'affresco sopra al portone d'ingresso

Secondo sporadiche e non del tutto verificate fonti storiche l'antico e primo edificio di culto nella zona di Pontori potrebbe essere risalente al V secolo in quanto viene documentata già nel 405 una distruzione della chiesa ad opera dei Goti. Ricostruita nel 406 sul piano o prato di Pontori venne inizialmente intitolata alla Vergine Maria e solo nel 1246 le fu aggiunto come contitolare sant'Antonio di Padova.
Storicamente viene menzionata nel 1387 nel registro arcivescovile di Genova, al numero 133 e citata come Ecclesia S. Antonini de Pontili, partecipando anch'essa alla tassa imposta dal pontefice Urbano VI. Per motivi sconosciuti la chiesa fu demolita nel 1603 con la soppressione della comunità parrocchiale locale in favore della parrocchia di San Biagio di Garibaldo, quest'ultima conosciuta anche con il toponimo di Chiesanuova.
La lontananza dei due borghi, aggravata soprattutto dalle difficoltà dei collegamenti specie nelle stagioni invernali, convinse però gli abitanti di Pontori di dotarsi di una nuova e propria chiesa e tali accordi furono firmati il 16 giugno 1680, davanti al notaio Antonio Podestà, da otto discendenti di Angelo Garibaldi fu Giovanni.
Ricevuta l'autorizzazione a procedere dal Senato della Repubblica di Genova nel 1681, subito ci si prodigò per l'edificazione di una primitiva cappella, intitolata sempre a sant'Antonio di Padova, presso un terreno donato da Giovanni Battista Garibaldo fu Gio. Andrea e da Giovanni Battista Garibaldo fu Giulio nell'odierna località di Prato. Inizialmente anche la parrocchia di Garibaldo, guidata dal parroco Domenico Ruscelli, giudicò favorevole l'iniziativa degli abitanti di Pontori salvo poi, in un secondo momento, retrocedere dando vita ad una lunga e dispendiosa controversia. Nonostante i successivi dissensi dell'amministrazione di Garibaldo, la cappella fu benedetta e aperta al culto nel 1691 dal reverendo Gaspare Garibaldo fu Andrea.
All'edificazione della cappella seguì nel 1774 la domanda presentata da alcuni abitanti di Pontori, dopo un raduno con atto del notaio Antonio Baronio d'Arzeno, di ottenere dall'arcidiocesi di Genova la restituzione del loro antico status parrocchiale impegnandosi subito inoltre al pagamento dell'onorario previsto al futuro parroco. È datato al 25 aprile 1775 l'atto di versamento di 600 Lire - così come accordato con l'arcivescovo genovese monsignor Giovanni Lercari - che andranno a formare un reddito di 300 Lire a beneficio del nuovo parroco. Fu lo stesso arcivescovo a convertire in parrocchia la cappella di Sant'Antonio di Padova con decreto del 10 maggio 1775 e stabilendone inoltre i relativi confini.
Con l'accrescimento della popolazione la piccola cappella si rivelò ben presto inadeguata tanto che nel 1756 si predisposero nuovi lavori di ampliamento che interessarono la struttura fino al 1790. La prima pietra fu benedetta dal sacerdote Giuseppe Peirano e posta a oriente sotto l'angolo della torre campanaria; essa racchiude, suggellate in piombo, le reliquie del santo di Padova e di altri santi.
Anche la comunità di Pontori passò nel 1959 alla diocesi di Chiavari.